# 비니언스 겜블링 홀 앤드 호텔

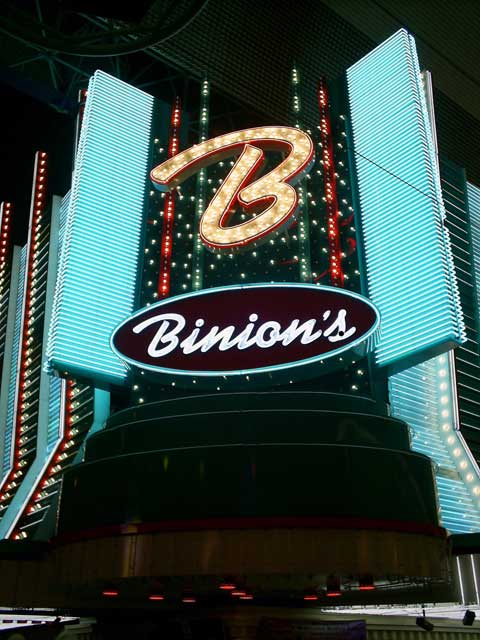
비니언스 겜블링 홀 앤 호텔

비니언스 겜블링 홀 앤 호텔(Binion's Gambling Hall and Hotel)은 미국 네바다주 라스베이거스에 있는 호텔, 카지노이다. 베니 비니언이 설립했으며, 방의 개수는 366개이다. 2개의 레스토랑과 수영장이 있다.